# Phim khiêu dâm

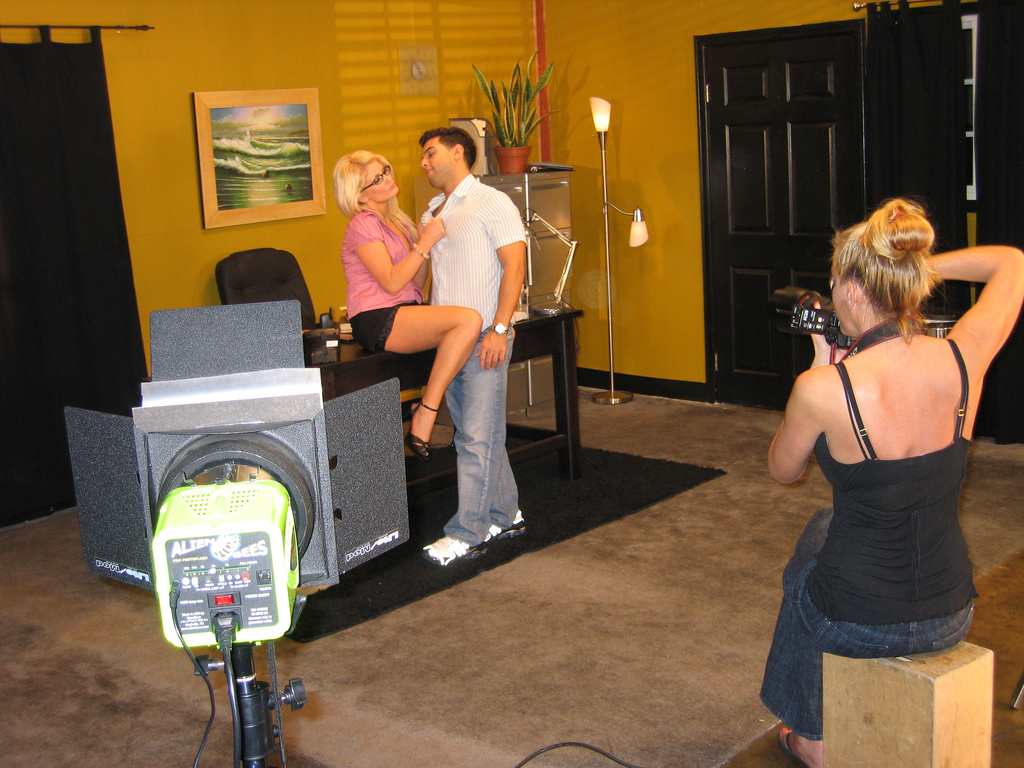
Phim trường một bộ phim khiêu dâm

Phim khiêu dâm (hay còn được gọi với các tên khác như phim sex, phim cấp ba, phim con heo, phim người lớn), là những bộ phim mô tả quan hệ tình dục một cách rõ ràng với mục đích kích thích tình dục và tạo ra sự hài lòng về tình dục cho người xem. Phim khiêu dâm thể hiện các ảo tưởng về tình dục và thường bao gồm các yếu tố kích thích tình dục như khoả thân và hình ảnh chi tiết về quan hệ tình dục. Một số khác biệt giữa phim "gợi tình" và phim "khiêu dâm" dựa trên cơ sở phim khiêu dâm có hình ảnh tình dục rõ ràng hơn, tập trung nhiều vào cảm hứng tình dục hơn là kể chuyện, nhưng việc phân biệt giữa hai loại phim này khá là chủ quan. Tùy theo luật pháp và quan điểm đạo đức của mỗi quốc gia, phim khiêu dâm có thể là hợp pháp, bán hợp pháp hoặc bất hợp pháp.
Ở các nước mà phim khiêu dâm là hợp pháp, phim khiêu dâm được sản xuất và phân phối trên nhiều kênh truyền thông khác nhau, tùy theo nhu cầu và công nghệ hiện có, bao gồm các bộ phim cổ điển ở nhiều định dạng khác nhau, video để xem tại nhà, DVD, tải về từ Internet, truyền hình cáp và các phương tiện khác. Các bộ phim khiêu dâm dạng đĩa DVD có thể được bán hoặc thuê, được xem thông qua các trang Internet, các kênh truyền hình đặc biệt trả tiền cho mỗi lần xem trên cáp & vệ tinh, và trong các rạp chiếu dành cho người lớn (nay không còn nữa). Nói chung, ngay cả ở các nước mà phim khiêu dâm là hợp pháp, phim khiêu dâm cũng không được phép trình chiếu ở các rạp chiếu lớn hoặc trên truyền hình miễn phí.
Các bộ phim với nội dung tình dục đã được sản xuất từ khi phát minh ra điện ảnh vào những năm 1880. Việc sản xuất những bộ phim như vậy đã mang lại lợi nhuận, và một số nhà sản xuất bắt đầu chuyên tâm sản xuất loại phim này. Tuy nhiên, các nhóm khác nhau trong xã hội coi những phim như vậy là vô đạo đức, gắn nhãn là khiêu dâm và nỗ lực cấm chúng theo luật chống khiêu dâm, với mức độ thành công khác nhau. Những bộ phim đó vẫn tiếp tục được sản xuất nhưng chỉ có thể được phân phối bằng các kênh ngầm. Bởi vì việc xem những bộ phim như thế mang dấu ấn xã hội, phim loại này thường được chiếu trong các nhà chứa, rạp chiếu phim dành cho người lớn, các buổi tiệc khiêu dâm, ở nhà, trong các câu lạc bộ tư nhân cũng như ở các rạp chiếu phim ban đêm. Chỉ trong những năm 1970, trong thời đại hoàng kim của phim này, các bộ phim khiêu dâm đã được bán hợp pháp hóa; và vào những năm 1980, nội dung khiêu dâm trên video gia đình được phân phối rộng rãi hơn. Sự trỗi dậy của Internet vào cuối những năm 1990 và đầu những năm 2000 đã làm thay đổi cách thức phân phối các bộ phim khiêu dâm và làm phức tạp thêm chế độ kiểm duyệt trên toàn thế giới và việc truy tố pháp luật về khiêu dâm.

## Tên gọi
Trong tiếng Việt, có nhiều cách gọi khác nhau để chỉ phim khiêu dâm như phim heo, phim đồi trụy, phim cấp ba, phim sex, phim đen, phim kích dục.
Đối với tên gọi phim heo hay phim con heo, có ý kiến cho rằng, bắt nguồn từ chữ Pháp: "cochon". Tiếng Pháp cochon nghĩa là con heo (lợn). Chữ "cochon" có nghĩa bóng là bẩn thỉu, tục tĩu, có ý kiến khác cho rằng chữ "con heo" để chỉ sự dâm ô (như "trò con heo" là trò dâm dật) là khái niệm chỉ của riêng người Việt và người phương Đông. Người phương Đông dùng khái niệm "con heo" để chỉ sự quan hệ tình dục (làm tình) vì lý do đơn giản là con heo thân hình trần trụi, không có lớp lông như quần áo che bọc bên ngoài, như con người khi quan hệ tình dục.
Tên gọi "phim cấp ba" bắt nguồn từ việc hiểu sai khái niệm phim cấp ba trong chế độ phân cấp phim Hồng Kông, cho rằng phim cấp ba là phim khiêu dâm. Kỳ thực những phim không có cảnh tình dục nhưng đầy những cảnh máu me bạo lực, đối thoại thô tục, khủng bố, miêu tả những giá trị đạo đức gây tranh cãi trong xã hội cũng được Hồng Kông xếp vào nhóm phim cấp ba, chỉ người đủ hoặc trên 18 tuổi mới được xem. Phim không thuộc nhóm phim cấp ba vẫn có thể có cảnh khỏa thân. Do khi chế độ phân cấp phim Hồng Kông mới được thi hành thì chỉ có những phim có cảnh tình dục mới bị tra xét để phân cấp nên có sự ngộ nhận như trên.

## Phân loại

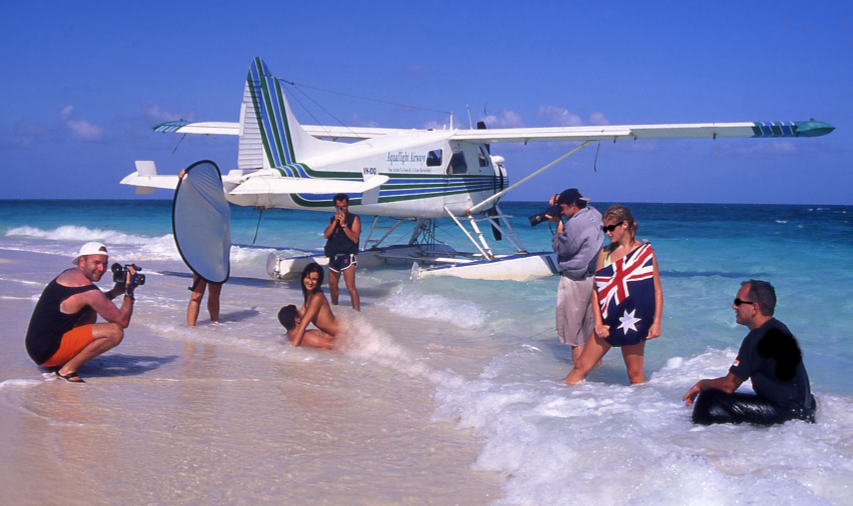
Nhân viên và diễn viên trong một bộ phim khiêu dâm quay tại Úc

Các bộ phim khiêu dâm thường được phân loại là phim softcore hoặc hardcore. Nói chung, phim khiêu dâm softcore là nội dung khiêu dâm không mô tả hoạt động tình dục rõ ràng, hình ảnh làm tình hoặc fetish cực đoan. Thông thường softcore có cảnh khoả thân hoặc khoả thân một phần trong các tình huống khiêu dâm. Phim khiêu dâm hardcore là nội dung khiêu dâm miêu tả hành vi xâm nhập hoặc các hành vi fetish cực đoan hoặc cả hai. Hardcore mô tả quan hệ tình dục rất rõ ràng và sự thâm nhập tình dục có thể nhìn thấy được. Một tác phẩm khiêu dâm được mô tả là hardcore nếu nó có nội dung hardcore.
Phim khiêu dâm thường được phân loại thành các phân nhóm phụ mô tả ảo tưởng tình dục mà bộ phim và diễn viên cố gắng tạo ra (hiếp dâm, loạn luân, y tá, học sinh v.v..). Các thể loại phụ cũng có thể được phân thành các đặc tính của diễn viên hoặc loại hoạt động tình dục mà nó tập trung, và không nhất thiết phải là trên thị trường của mỗi thể loại con. Các thể loại con thường phù hợp với các quy ước nhất định, và mỗi nhóm có thể thu hút một đối tượng cụ thể.

## Lịch sử

### Giai đoạn đầu tiên: thế kỷ 19

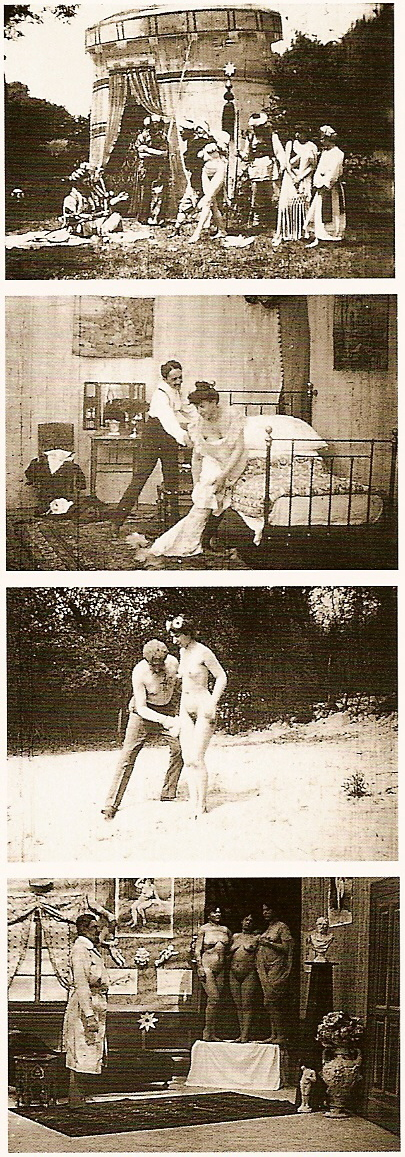
Hình ảnh từ những bộ phim khiêu dâm của Áo thời kỳ đầu (khoảng năm 1906, hình ảnh đầu tiên là Am Sklavenmarkt) do nhiếp ảnh gia Johann Schwarzer và công ty Saturn Film của ông

Việc sản xuất phim khiêu dâm bắt đầu gần như ngay lập tức sau khi điện ảnh ra đời. Hai trong số những người tiên phong sớm nhất là hai người Pháp Eugène Pirou và Albert Kirchner. Kirchner (dưới tên "Léar"), đã đạo diễn bộ phim khiêu dâm sớm nhất còn ghi lại được cho Pirou. Bộ phim 7 phút Le Coucher de la Mariée năm 1896 đã có cảnh Louise Willy thực hiện một màn striptease trong phòng tắm. Các nhà làm phim Pháp khác cũng cho rằng các phim loại này có thể có lợi nhuận, với các cảnh quay phụ nữ cởi váy.
Cũng vào năm 1896, Điệu nhảy Coochie-Coochie của Fatima được phát hành dưới dạng một bộ phim ngắn kinetoscope/nickelodeon với diễn viên chính là một vũ nữ múa bụng tên Fatima. Hình ảnh xoay hông của cô đã bị kiểm duyệt, và đây là một trong những bộ phim sớm nhất bị kiểm duyệt. Vào thời đó, có rất nhiều bộ phim cấm có hình ảnh các vũ công nhảy các điệu múa lạ. Trong cùng năm đó, The May Irwin Kiss có nụ hôn đầu tiên trên phim ảnh. Đó là một đoạn phim dài 47 giây, mô tả sự gần gũi của một cặp đôi khêu gợi, và sau đó là một nụ hôn môi ngắn ("bí ẩn của nụ hôn được tiết lộ"). Cảnh hôn nhau đã bị tố cáo là gây sốc và khiêu dâm đối với những người xem phim và khiến Giáo hội Công giáo La Mã kêu gọi phải kiểm duyệt và cải cách đạo đức - bởi vì hôn nhau tại nơi công cộng vào thời điểm đó có thể dẫn đến việc bị truy tố. Có lẽ để thách thức và tạo "gia vị cho một bộ phim", cảnh quay hôn nhau này đã được nhiều đạo diễn bắt chước theo, trong đó có phim Nụ hôn trong đường hầm (1899) và Nụ hôn (1900). Phong cách sống tableau vivant đã được sử dụng trong phim ngắn The Birth of the Pearl (1901) với một người mẫu vô danh trẻ tuổi có mái tóc dài, mặc một áo mỏng sáng màu phô diễn một cách khiêu khích cơ thể nữ giới. Hình ảnh này bắt chước tranh Sự ra đời của thần Vệ Nữ của Botticelli.
Tại Áo, các rạp chiếu phim tổ chức những đêm diễn dành cho nam giới (gọi là Herrenabende) để chiếu những bộ phim dành cho người lớn. Johann Schwarzer thành lập công ty sản xuất phim Saturn trong khoảng thời gian từ năm 1906 đến năm 1911, và đã sản xuất ra 52 phim khiêu dâm, với các cảnh quay có những phụ nữ trẻ địa phương hoàn toàn khỏa thân, để trình chiếu tại các đêm diễn này. Trước những bộ phim của Schwarzer, các bộ phim khiêu dâm được anh em Pathé cung cấp từ các công ty sản xuất của Pháp. Vào năm 1911, công ty Saturn bị các cơ quan kiểm duyệt giải thể, và các cơ quan này đã phá hủy tất cả các bộ phim mà họ có thể tìm thấy, mặc dù một số bộ phim đã được các cá nhân sưu tập và giữ lại được. Có một số bộ phim của Mỹ trong những năm 1910 chứa ảnh nữ giới khoả thân trong phim.
Bởi vì Pirou gần như không được ai biết đến với tư cách là một nhà sản xuất phim khiêu dâm, lịch sử thường nhầm các bộ phim khiêu dâm khác là bộ phim khiêu dâm đầu tiên. Trong cuốn Black and White and Blue (2008), một trong những nỗ lực khoa học nhất để ghi lại nguồn gốc của công nghiệp phim khiêu dâm, Dave Thompson đã kể lại những bằng chứng phong phú cho thấy rằng một ngành công nghiệp như vậy đã nảy sinh trong các nhà chứa tại Buenos Aires và các thành phố Nam Mỹ vào đầu thế kỷ 20, và sau đó nhanh chóng lan rộng khắp Trung Âu trong vài năm sau đó. Tuy nhiên, không có ai lưu trữ lại những bộ phim khiêu dâm sớm nhất được biết đến đó. Theo Film Facts của Patrick Robertson, "phim khiêu dâm sớm nhất được ghi ngày tháng lại là phim A L'Ecu d'Or ou la bonne auberge" được sản xuất tại Pháp vào năm 1908. Cốt truyện là một người lính mệt mỏi hẹn hò với một cô hầu gái ở một nhà trọ. Phim Argentina El Satario, có tên phim ban đầu là El Sátiro (The Satyr), có thể còn cũ hơn; nó đã được ghi ngày sản xuất vào khoảng từ năm 1907 đến 1912. Ông cũng lưu ý rằng "những bộ phim khiêu dâm còn sót lại lâu đời nhất được ghi trong bộ sưu tập Kinseys của Mỹ. Một bộ phim khác cho thấy các tiêu chuẩn khiêu dâm đã được hình thành như thế nào. Phim Am Abend (1910) của Đức là bộ phim khiêu dâm dài 10 phút, bắt đầu với hình ảnh một người phụ nữ thủ dâm một mình trong phòng ngủ, và sau đó là những cảnh cô ấy thực hiện quan hệ tình dục trực tiếp, liếm dương vật, và tình dục hậu môn với một người đàn ông."

### 1920 – 1940: Cấm đoán
Phim khiêu dâm đã phổ biến rộng rãi trong thời đại phim câm những năm 1920, và thường được chiếu trong các nhà chứa. Ngay sau đó những bộ phim khiêu dâm bất hợp pháp, (stag hoặc blue films) đã được những người không chuyên nghiệp sản xuất từ những năm 1940. Việc xử lý phim mất nhiều thời gian và nguồn lực, thậm chí dùng bồn tắm để rửa phim khi không có chỗ xử lý chuyên dụng (do người tổ chức làm phim thường là các tổ chức tội phạm). Các bộ phim sau đó được phát tán riêng tư hoặc do người bán hàng bán riêng lẻ, nhưng việc xem phim khiêu dâm có thể bị bắt và bị đe doạ phạt tù giam.

### 1950s: Phim gia đình
Thời đại sau chiến tranh đã chứng kiến sự tăng trưởng công nghệ của thị trường đại chúng và việc làm phim nghiệp dư, đặc biệt là việc giới thiệu các bộ phim 8mm và super 8, phổ biến cho thị trường phim gia đình.
Các doanh nhân đã xuất hiện để đáp ứng nhu cầu. Ở Anh, vào những năm 1950, Harrison Marks đã sản xuất những bộ phim được xem là nguy hiểm, và ngày nay được mô tả là "softcore". Năm 1958, để minh họa cho các tạp chí của mình, Marks đã bắt đầu sản xuất những bộ phim ngắn cho thị trường phim 8mm với hình ảnh các người mẫu cởi quần áo và hở ngực, được biết đến với cái tên "những bộ phim gia đình quyến rũ". Đối với Marks, thuật ngữ "quyến rũ" là một thuật ngữ ẩn dụ cho phim người mẫu khỏa thân.

### 1960s: Châu Âu và Hoa Kỳ
Trên lục địa Châu Âu, phim sex được mô tả rõ ràng hơn. Bắt đầu từ năm 1961, Lasse Braun là người tiên phong sản xuất các phim khiêu dâm màu chất lượng mà trong những ngày đầu được phân phối bằng cách sử dụng đặc quyền ngoại giao của bố Braun. Braun có thể có tiền sản xuất những bộ phim xa xỉ của mình từ lợi nhuận thu được từ các đoạn phim mười phút hardcore, sau đó ông đã bán cho Reuben Sturman, người đã phân phối chúng cho 60.000 gian hàng peep show của Mỹ. Braun luôn luôn di chuyển, và làm phim khiêu dâm hardcore của mình tại một số quốc gia, bao gồm Tây Ban Nha, Pháp, Thụy Điển, Đan Mạch và Hà Lan.
Tháng 12 năm 1960, nữ đạo diễn người Mỹ Doris Wishman đã bắt đầu sản xuất một loạt tám bộ phim khiêu dâm, hoặc những bộ phim khỏa thân không có cảnh sex như Hideout in the Sun (1960), Nude on the Moon (1961) và Diary of a Nudist (1961). Wishman cũng sản xuất một loạt các bộ phim lợi dụng sex.
Trong những năm 1960, thái độ của xã hội và pháp luật đối với việc mô tả rõ ràng về tình dục bắt đầu thay đổi. Ví dụ, bộ phim I Am Curious (Yellow) của Thụy Điển (1967) bao gồm nhiều cảnh khỏa thân rõ ràng và mô phỏng tình dục. Trong một cảnh đặc biệt gây tranh cãi, Lena hôn dương vật đang mềm của người tình. Bộ phim đã được trình chiếu ở các rạp chiếu chính thức, nhưng vào năm 1969, nó đã bị cấm ở Massachusetts vì bị cho là khiêu dâm. Lệnh cấm bị đem ra kiện tại tòa án, và Tòa án Tối cao Hoa Kỳ tuyên bố rằng bộ phim không phải là khiêu dâm, mở đường cho những bộ phim khiêu dâm khác. Một bộ phim khác có tên Language of Love của Thụy Điển (1969) cũng có cảnh tình dục rõ ràng, nhưng được đóng khung như một bộ phim tài liệu giáo dục tình dục, điều này làm cho tình trạng pháp lý của nó không chắc chắn mặc dù có gây tranh cãi.
Năm 1969, Đan Mạch trở thành nước đầu tiên bãi bỏ mọi luật kiểm duyệt cho phép nội dung khiêu dâm, bao gồm cả nội dung khiêu dâm hardcore. Hà Lan cũng bắt chước theo vào năm 1969. Hàng loạt nội dung khiêu dâm đã được sản xuất thương mại ở những quốc gia này, bao gồm ngay từ đầu các thể loại như khiêu dâm trẻ em và khiêu dâm với thú vật. Khi khiêu dâm trở thành hợp pháp, không thiếu các doanh nhân đầu tư vào nhà máy và thiết bị có khả năng sản xuất ra một sản phẩm khiêu dâm có chất lượng, giá rẻ và được sản xuất hàng loạt. Một số lượng lớn nội dung khiêu dâm mới này, cả trên tạp chí và phim ảnh, đều phải nhập lậu vào các vùng khác của châu Âu, tại đó nó được bán lén lút hoặc (đôi khi) được trình chiếu trong nội bộ thành viên của các câu lạc bộ điện ảnh.
Tại Hoa Kỳ, các nhà sản xuất phim ảnh khiêu dâm đã thành lập Hiệp hội Phim dành cho người lớn Hoa Kỳ năm 1969, sau khi phát hành phim Blue Movie của Andy Warhol, nhằm chống lại sự kiểm duyệt và bảo vệ nền công nghiệp phim này chống lại các án kiện khiêu dâm.

### 1970s: Rạp chiếu phim người lớn và phòng xem phim riêng tại Hoa Kỳ
Trong những năm 1970, ngành tư pháp có thái độ dung túng hơn đối với phim không chính thống. Tuy nhiên, các rạp chiếu chính thống thường không chiếu ngay cả những bộ phim khiêu dâm softcore, dẫn đến sự gia tăng các rạp chiếu phim người lớn ở Hoa Kỳ và nhiều nước khác. Ngoài ra còn có sự xuất hiện của những "phòng chiếu phim" trong các cửa hàng người lớn chiếu phim "khiêu dâm" (với một bộ phim được chiếu lặp liên tục).
Đan Mạch đã bắt đầu sản xuất những bộ phim hài tình dục như phim Bordellet (1972), các phim Bedside (1970-1976) và các phim Zodiac (1973-1978) với các diễn viên chính thống (một vài người thậm chí còn đóng cả những cảnh sex mà không cần đóng thế) và thường không được coi là "phim khiêu dâm" mặc dù tất cả trừ những bộ phim đầu tay của Bedside có bao gồm những cảnh khiêu dâm. Một vài trong số những bộ phim này vẫn xếp hạng trong số những bộ phim được xem nhiều nhất trong lịch sử điện ảnh Đan Mạch và được yêu thích với tư cách các video gia đình.
Trong năm 1969, phim Blue Movie của Andy Warhol là bộ phim khiêu dâm mô tả chi tiết quan hệ tình dục đầu tiên được chiếu đại trà trong các rạp chiếu phim tại Hoa Kỳ. Bộ phim là một bộ phim thành tựu trong Thời đại vàng của phim khiêu dâm và theo Warhol, là một ảnh hưởng lớn trong việc tạo ra Last Tango in Paris, một bộ phim khiêu dâm gây tranh cãi trên bình diện quốc tế, với sự tham gia của Marlon Brando, và phát hành một vài năm sau khi "Blue Movie" được thực hiện.
Bộ phim khiêu dâm đầu tiên có cốt truyện nhận được phát hành công khai tại các rạp chiếu ở Hoa Kỳ thường được cho là phim Mona the Virgin Nymph (tên khác: Mona), là một bộ phim đầy đủ 59-phút phát hành năm 1970 của Bill Osco, người đã tiếp tục tạo ra một bộ phim hardcore/softcore với chi phí cao (phụ thuộc vào bản phát hành) Flesh Gordon vào năm 1974. Sau đó vào năm 1976, ông đã sản xuất tiếp một bộ phim hài âm nhạc XXX Alice in Wonderland.

### 1980s: công nghệ mới và các vụ việc pháp lý mới
Với sự xuất hiện của máy ghi băng video gia đình vào cuối những năm 1970 và đầu những năm 1980, ngành công nghiệp phim khiêu dâm đã có sự phát triển vượt bậc và sinh ra những ngôi sao trưởng thành như Traci Lords, Seka, Ron Jeremy, Christy Canyon, Ginger Lynn, John Holmes và các đạo diễn như Gregory Dark. Đến năm 1982, hầu hết các bộ phim khiêu dâm đã được quay trên phương tiện băng video rẻ tiền và thuận tiện hơn. Nhiều đạo diễn phim đã chống lại sự thay đổi này lúc đầu vì băng video tạo ra chất lượng hình ảnh khác. Tuy nhiên, những công ty đã sớm thay đổi đã thu thập phần lớn lợi nhuận của ngành này, vì người tiêu dùng cực kỳ thích định dạng mới. Sự thay đổi công nghệ xảy ra nhanh chóng và hoàn toàn khi các đạo diễn nhận ra rằng việc tiếp tục quay bằng phim nhựa không còn là một lựa chọn có lợi. Sự thay đổi này đã đưa các bộ phim ra khỏi rạp chiếu phim và đi vào nhà của mọi người. Đây là sự kết thúc của thời đại sản xuất phim với ngân sách lớn; việc lồng ghép nội dung khiêu dâm đã bắt đầu. Nó nhanh chóng quay trở lại cội nguồn thực tế của nó và mở rộng để bao phủ gần như mọi fetish có thể, vì việc sản xuất phim khiêu dâm bây giờ rất rẻ. Thay vì hàng trăm bộ phim khiêu dâm được thực hiện mỗi năm, hàng ngàn bộ phim được thực hiện, bao gồm cả các phần tổng hợp của các cảnh sex từ các video khác nhau. Giờ đây, người ta không chỉ có thể xem nội dung khiêu dâm trong sự thoải mái và riêng tư tại nhà riêng của mình, mà còn tìm thấy nhiều sự lựa chọn hơn để thỏa mãn những tưởng tượng và fetish cụ thể.
Tương tự, máy quay phim đã thúc đẩy những thay đổi trong nội dung khiêu dâm vào những năm 1980, khi mọi người có thể tự làm phim sex nghiệp dư, cho dù là để sử dụng riêng, hoặc để phân phối rộng hơn.
Năm 1987 đã chứng kiến một vụ việc pháp lý quan trọng ở Mỹ khi kết quả thực tế của vụ kiện California v. Freeman là sự hợp pháp hóa nội dung khiêu dâm. Việc khởi tố Harold Freeman ban đầu được lên kế hoạch là vụ đầu tiên trong một loạt các vụ kiện pháp lý nhằm biến việc sản xuất những bộ phim như vậy thành việc phi pháp.

### 1990s: DVD và thời đại Internet

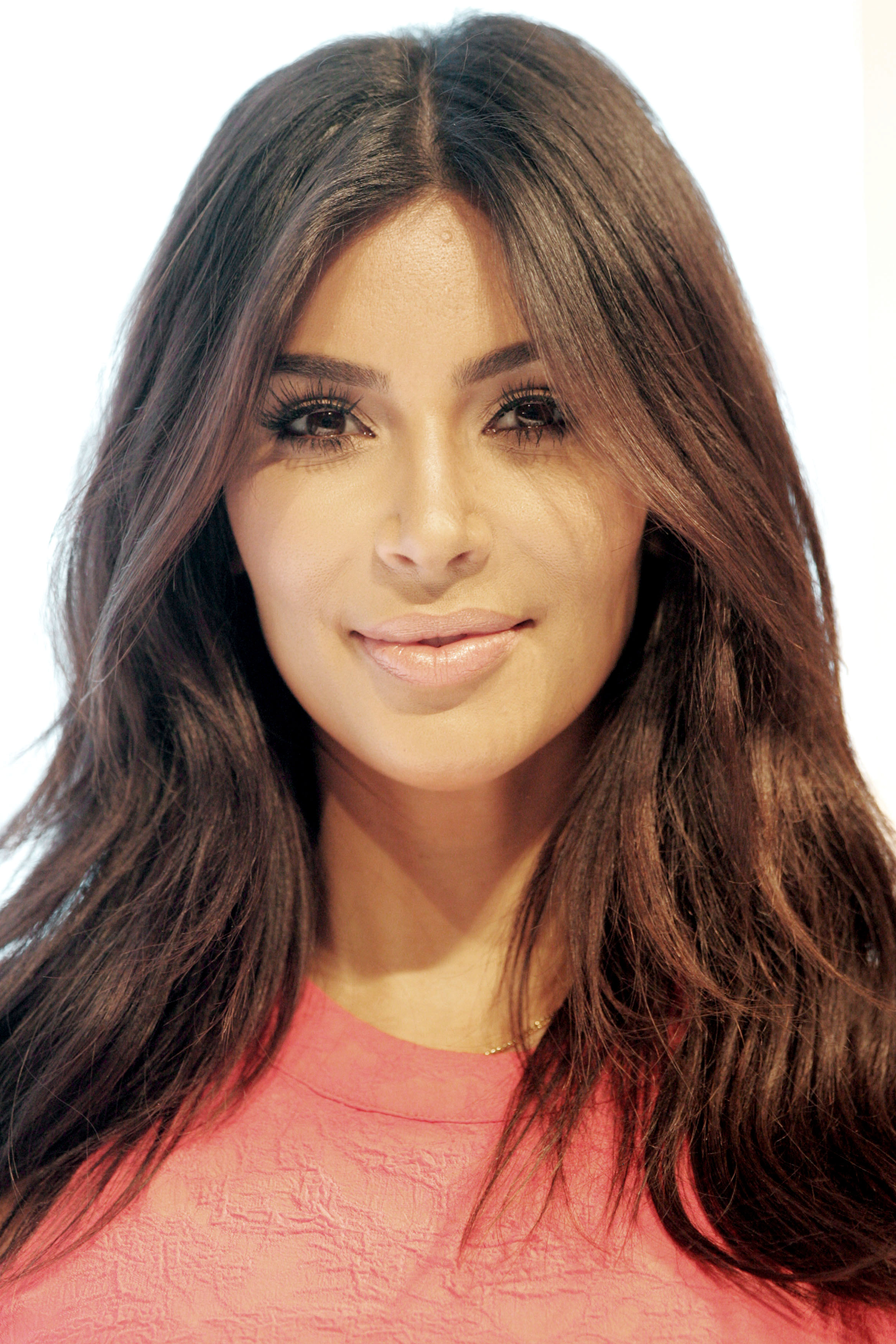
Nhân vật truyền hình Mỹ Kim Kardashian đã nổi tiếng sau khi phát hành bộ phim khiêu dâm Kim Kardashian, Superstar vào năm 2007, trong đó cô có quan hệ tình dục với ca sĩ người Mỹ Ray J.

Vào cuối những năm 1990, phim khiêu dâm được phân phối trên DVD. Chúng cung cấp hình ảnh và âm thanh chất lượng tốt hơn định dạng video trước đó (băng video) và cho phép các đổi mới như video "tương tác" cho phép người dùng chọn các biến như nhiều góc camera, nhiều kết thúc và nội dung DVD chỉ dành cho máy tính.
Sự ra đời và phổ biến rộng rãi của Internet đã thay đổi cách thức phân phối nội dung khiêu dâm. Trước đây, video sẽ được đặt hàng từ một cửa hàng sách dành cho người lớn hoặc thông qua đặt hàng qua thư; nhưng, với Internet, mọi người có thể xem phim khiêu dâm trên máy tính của họ và thay vì phải đợi hàng tuần để đặt hàng, một bộ phim có thể được tải xuống trong vòng vài phút (hoặc trong vài giây, với đường truyền tốc độ cao).
Nội dung khiêu dâm có thể được phân phối qua Internet theo một số cách, bao gồm các trang xem trả tiền, dịch vụ lưu trữ video và chia sẻ file ngang hàng. Mặc dù nội dung khiêu dâm đã được giao dịch điện tử từ những năm 1980, nhưng đó là trong phát minh của World Wide Web vào năm 1991 cũng như việc mở Internet cho công chúng vào khoảng thời gian đó dẫn đến một sự bùng nổ trong nội dung khiêu dâm trực tuyến.
Viv Thomas, Paul Thomas, Andrew Blake, Antonio Adamo và Rocco Siffredi là những đạo diễn nổi tiếng của các bộ phim khiêu dâm trong những năm 1990. Năm 1998, công ty sản xuất phim Đan Mạch Zentropa từng được đề cử Oscar trở thành công ty điện ảnh chủ đạo đầu tiên trên thế giới công khai sản xuất phim khiêu dâm Hardcore, bắt đầu với Constance (1998). Cùng năm đó, Zentropa cũng sản xuất Idioterne (1998), đạo diễn bởi Lars von Trier, người đã giành được nhiều giải thưởng quốc tế và được đề cử giải Cây cọ vàng tại Cannes. Bộ phim bao gồm một cảnh tắm với sự cương cứng của nam giới và một cảnh quay tình dục tập thể với cảnh quay thâm nhập cận cảnh (góc nhìn của camera là từ mắt cá chân của những người tham gia, và cận cảnh cụ thể về những gì đang diễn ra). Idioterne bắt đầu một làn sóng các bộ phim arthouse chính thống quốc tế có hình ảnh khiêu dâm rõ ràng, chẳng hạn như Romance của Catherine Breillat, với sự tham gia của diễn viên khiêu dâm Rocco Siffredi.
Năm 1999, kênh truyền hình Đan Mạch Kanal København bắt đầu phát sóng các bộ phim khó vào ban đêm, chưa được giải mã và có sẵn miễn phí cho bất kỳ người xem nào trong khu vực Copenhagen (tính đến năm 2009, điều này vẫn được duy trì, nhờ có Innrial Pictures, một công ty do Zentropa thành lập).
Một khi mọi người có thể xem phim người lớn trong sự riêng tư của chính ngôi nhà của họ, một thị trường người lớn mới phát triển vượt xa phạm vi của các sản phẩm khiêu dâm tiền nhiệm tập trung vào rạp chiếu phim. Gần đây, Internet đã đóng vai trò là chất xúc tác để tạo ra một thị trường lớn hơn cho phim khiêu dâm, một thị trường thậm chí ít sân khấu truyền thống hơn.
Vào những năm 2000, có hàng trăm công ty phim người lớn, phát hành hàng chục ngàn sản phẩm, được ghi trực tiếp trên video, với số lượng tối thiểu. Sau đó, webcam và các bản ghi âm webcam một lần nữa mở rộng thị trường. Hàng ngàn diễn viên khiêu dâm làm việc trước ống kính để đáp ứng nhu cầu khiêu dâm của người tiêu dùng.

### 2000s: cạnh tranh và thu hẹp
Đến những năm 2000, thành công của ngành công nghiệp khiêu dâm đã thay đổi. Với doanh số DVD có lợi nhuận đáng tin cậy chủ yếu được thay thế bằng cách truyền phát phương tiện truyền thông qua Internet, sự cạnh tranh từ nội dung chuyên nghiệp lậu, diễn viên nghiệp dư và chi phí thấp trên Internet đã khiến ngành công nghiệp này giảm lợi nhuận đáng kể, dẫn đến thu hẹp quy mô.

## Công nghiệp phim khiêu dâm

### Doanh thu

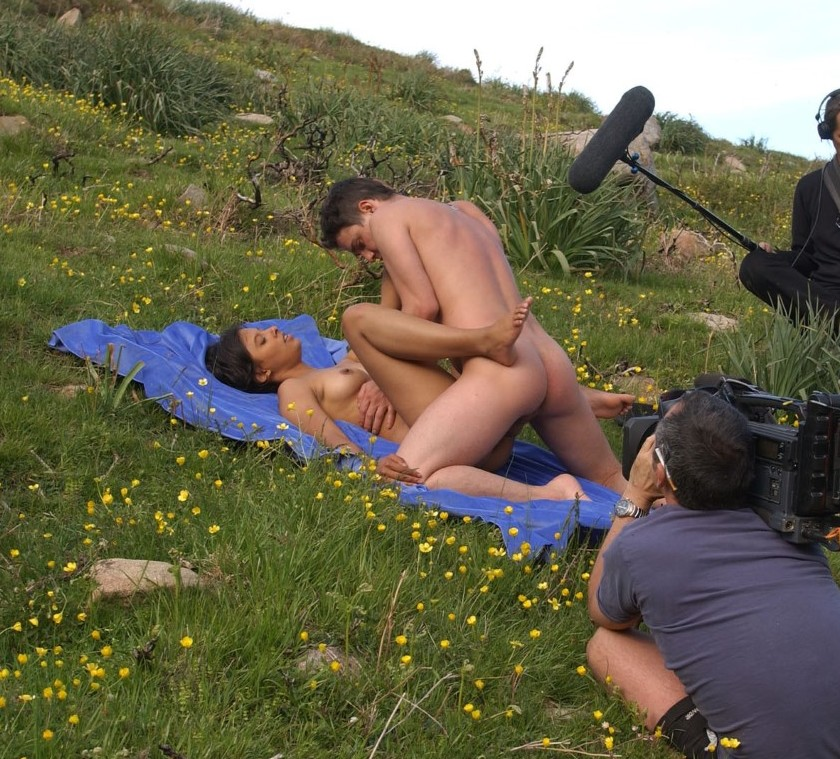
Quay phim khiêu dâm ngoài trời tại Pháp năm 2003

Trên toàn cầu, công nghiệp phim khiêu dâm có quy mô 100 tỷ đô la Mỹ bao gồm việc sản xuất các phương tiện truyền thông và các sản phẩm và dịch vụ liên quan. Ngành công nghiệp này sử dụng hàng ngàn diễn viên cùng với nhân viên hỗ trợ và sản xuất. Tiếp theo đó là các ấn phẩm chuyên ngành và các nhóm thương mại cũng như các ấn bản chính thống, các tổ chức tư nhân (các nhóm giám sát), các cơ quan chính phủ và các tổ chức chính trị. Theo một bài viết của Reuters năm 2005, "Ngành công nghiệp khiêu dâm trị giá nhiều tỷ đô la và phát hành khoảng 11.000 DVD mỗi năm". Phim khiêu dâm có thể được bán hoặc cho thuê DVD, chiếu trên Internet và các kênh đặc biệt, cáp trả tiền và vệ tinh. Tuy nhiên, đến năm 2012, việc phổ biến rộng rãi các trang phim khiêu dâm bất hợp pháp và các trang cạnh tranh chi phí thấp khác trên Internet đã làm giảm lợi nhuận của ngành này.
Ngành công nghiệp điện ảnh khiêu dâm toàn cầu do Hoa Kỳ thống trị, với vùng San Fernando Valley của Los Angeles, California là trung tâm của ngành công nghiệp này. Hiển nhiên vì hầu hết các con số về quy mô của ngành công nghiệp chỉ đề cập đến Hoa Kỳ. Các công ty sản xuất phim khiêu dâm cũng tập trung ở Houston, Las Vegas Valley, New York City, Phoenix và Miami. Những công ty phim này sản xuất chủ yếu là phim nghiệp dư không chuyên nghiệp hoặc "độc lập".
Vào năm 1975, tổng giá trị bán lẻ của phim khiêu dâm hardcore tại Hoa Kỳ được ước tính là 5–10 triệu đô la Mỹ. Bản sửa đổi của Bộ luật Hình sự Liên bang năm 1979 cho biết "chỉ riêng tại Los Angeles, doanh nghiệp kinh doanh phim khiêu dâm đạt doanh thu 100 triệu USD/năm. Theo Ủy ban về Nội dung khiêu dâm của Tổng Chưởng lý năm 1986, ngành công nghiệp giải trí dành cho người lớn ở Mỹ đã phát triển đáng kể trong 30 năm qua, bằng cách liên tục thay đổi và mở rộng để thu hút các thị trường mới, mặc dù việc sản xuất các phim này được coi là ít đình đám và bí mật.
Tổng thu nhập hiện tại của ngành giải trí dành cho người lớn ở Mỹ thường được ước tính khoảng 10-13 tỷ đô la, trong đó có 4-6 tỷ đô la là hợp pháp. Con số này thường được ghi nhận cho một nghiên cứu của Forrester Research và đã được hạ xuống vào năm 1998. Năm 2007, tờ The Observer cũng đưa ra con số 13 tỷ USD. Các nguồn khác, trích dẫn bởi Forbes (Adams Media Research, Veronis Suhler Communications Industry Report, và IVD), ngay cả khi xem xét tất cả các phương tiện có thể (mạng truyền hình, xem phim trên cáp và vệ tinh, các trang web, phim trong phòng khách sạn, điện thoại tình dục, đồ chơi tình dục và tạp chí) cho thấy con số 2,6-3,9 tỷ đô-la (không có mảng điện thoại di động). USA Today đã tuyên bố vào năm 2003 rằng các trang web như Danni's Hard Drive và Cybererotica.com đã tạo ra doanh thu 2 tỷ đô la trong năm đó, được cho là khoảng 10% tổng số thị trường khiêu dâm trên toàn nước Mỹ vào thời điểm đó.

### Sản xuất

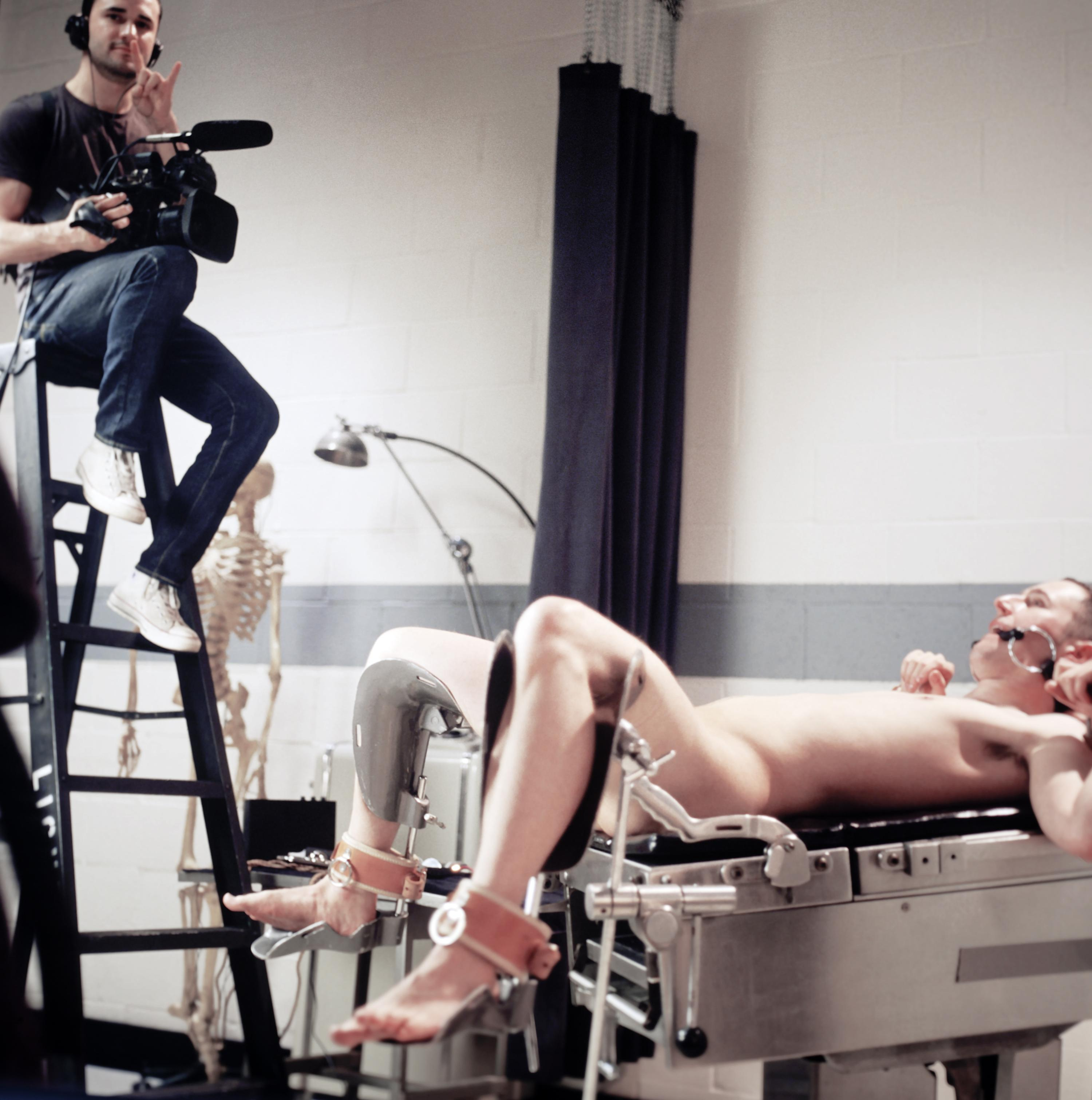
Phim trường cho một cảnh quay phim khiêu dâm với thể loại y tế.

Phim khiêu dâm được sản xuất và hướng đến khán giả mục tiêu, những người mua và xem phim. Theo truyền thống, khán giả của các bộ phim khiêu dâm chủ yếu là nam giới da trắng. Trong tình huống này, diễn viên chính hoạt động như là người đại diện cho người xem thực hiện ảo tưởng tình dục của thể loại phim. Một bộ phim khiêu dâm điển hình có một nữ diễn viên được bộ phim tập trung vào. Bạn trai của cô ấy theo truyền thống không có tính năng đặc biệt nào khác trừ việc có dương vật lớn. Tuy nhiên, lượng nữ giới xem phim khiêu dâm bắt đầu nhiều hơn, và đã có các nỗ lực phát triển nhân vật nam. Các tính năng mới của phim như các nam giới có dương vật nhỏ hơn, với nét mặt quyến rũ và cơ thể có cơ bắp đẹp hơn đang chiếm đa số trong các bộ phim khiêu dâm hiện nay, cũng như sự xuất hiện của sách báo khiêu dâm nữ quyền. Gần đây, lượng khán giả đồng tính cũng đã phát triển, và các kịch bản của phim khiêu dâm đã được điều chỉnh cho phù hợp.
Phim khiêu dâm cố gắng trình bày một ảo tưởng tình dục và các diễn viên được lựa chọn cho mục đích cụ thể của phim. Tùy thuộc vào thể loại phim, sự xuất hiện trên màn hình và thể chất diễn viên là mối quan tâm chính và khả năng tạo ra cảm xúc tình dục của bộ phim là điều quan trọng nhất. Hầu hết các diễn viên chuyên về một số thể loại phim cụ thể. Nói chung, phim khiêu dâm được làm theo một số quy tắc. Ví dụ: không phân biệt thể loại phim, hầu hết các diễn viên đều phải xuất hiện khỏa thân trong các bộ phim khiêu dâm.
Trong các bộ phim hướng tới đối tượng nam thích tình dục khác giới, phim chủ yếu tập trung vào các nữ diễn viên, những người hầu hết đều được chọn vì ngoại hình. Các diễn viên nữ thường được mặc quần áo khiêu dâm, khêu gợi hoặc gợi tình. Nếu họ mang giày, thường là giày cao gót. Họ thường không mang đồ trang sức hoặc kính mắt. Các diễn viên này thường có ngoại hình rất đẹp.
Hầu hết các diễn viên nam giới trong phim khiêu dâm tình dục khác giới được lựa chọn chủ yếu không vì ngoại hình mà vì khả năng tình dục của họ. Họ được thể hiện trong phim như là người có khả năng hoàn thành mong muốn hoàn thành ảo tưởng tình dục của các khán giả nam giới xem phim.

### Vấn đề sức khỏe
Các hoạt động tình dục trong các bộ phim khiêu dâm thường được thực hiện mà không sử dụng bao cao su, dẫn tới nguy cơ mắc bệnh lây truyền qua đường tình dục giữa những diễn viên. Năm 1986, đã có một đợt bùng phát nhiễm HIV, dẫn đến tử vong do AIDS của nhiều nam diễn viên. Điều này đã dẫn tới việc thành lập của Tổ chức Chăm sóc Y tế Công nghiệp dành cho Người lớn vào năm 1998 - đã giúp thiết lập một hệ thống giám sát trong ngành công nghiệp phim ảnh khiêu dâm của Mỹ với việc yêu cầu các diễn viên điện ảnh khiêu dâm phải được xét nghiệm HIV 1 lần mỗi 30 ngày. Tính đến năm 2013, việc nhiễm HIV của các diễn viên trong ngành công nghiệp khiêu dâm ở Mỹ hiếm khi xảy ra, chỉ một vài đợt dịch được ghi lại trong ba thập kỷ kể từ năm 1998. Tổ chức trên đã đóng cửa vào tháng 5 năm 2011 và đã đệ đơn xin phá sản do vụ kiện của tòa án phát sinh từ sự rò rỉ vô tình của thông tin bí mật về khách hàng, bao gồm tên và tiền sử bệnh tình dục của họ.